# Dittligsee
Der Dittligsee ist ein See im Gebiet der Gemeinde Forst-Längenbühl in der Nähe der Ortschaften Blumenstein und Wattenwil westlich von Thun im Kanton Bern, Schweiz.

## Lage
Der Dittligsee liegt auf 652 Meter nahe der Mündung des Fallbachs in die Gürbe, an der Grenze zum flachen unteren Gürbetal.  Der See ist vollkommen von Schilf umgeben. Der Zufluss erfolgt durch Drainagezuleitungen, während der See ebenfalls in den Fallbach und somit in die Gürbe abfliesst.

## Umgebung
Der See liegt am Alpenrand in einer kleinen Talmulde. Die Landschaft in unmittelbarer Nähe zum See ist hügelig und grösstenteils baumlos, bis auf ein paar einzelne Baumbestände, die sich vor allem auf das Süd- und Westufer konzentrieren.

## Nutzung
Am Westende befindet sich ein kleiner Holzsteg, ansonsten ist der See praktisch unzugänglich. Im See kann auf eigenes Risiko gebadet werden. Der See liegt am östlichen Rand des Naturparks Gantrisch und ist mit dem Bus von Thun aus erreichbar.

## Gewässerbelastung
Aufgrund der hohen Nährstoffeinträge (insbesondere Phosphor) ist der Dittligsee sehr eutroph. Untersuchungen des Gewässerschutzamtes des Kantons Bern haben gezeigt, dass die Gesamtphosphorbelastung und als Folge davon im Sommer das Sauerstoffdefizit in den unteren Wasserschichten überdurchschnittlich hoch sind.